# نادي شباب خانيونس موسم 2020–21
نادي شباب خانيونس موسم 2020–21 هو الموسم الواحد والستون له منذ تأسيس النادي في عام 1960 وهو الموسم الخامس عشر له منذ تأسيس الدوري الفلسطيني الممتاز لقطاع غزة.

## البطولات

### نظرة عامة
| المنافسة                           | أول مباراة     | آخر مباراة  | الدور الافتتاحي | المركز النهائي | السجل | السجل | السجل | السجل | السجل | السجل | السجل | السجل   |
| المنافسة                           | أول مباراة     | آخر مباراة  | الدور الافتتاحي | المركز النهائي | لعب   | ف     | ت     | خ     | له    | عليه  | ف.أ.  | الفوز % |
| ---------------------------------- | -------------- | ----------- | --------------- | -------------- | ----- | ----- | ----- | ----- | ----- | ----- | ----- | ------- |
| الدوري الفلسطيني الممتاز لقطاع غزة | 28 نوفمبر 2020 | لم يحدد بعد | الإسبوع الأول   | التاسع         | 4     | 1     | 1     | 2     | 5     | 6     | −1    | 025٫00  |
| كأس فلسطين لأندية قطاع غزة         | لم يلعب        | لم يلعب     | دور ال32        | لم يلعب        | 0     | 0     | 0     | 0     | 0     | 0     | +0    | —       |
| المجموع                            | المجموع        | المجموع     | المجموع         | المجموع        | 4     | 1     | 1     | 2     | 5     | 6     | −1    | 025٫00  |

المصدر: المنافسات

### الدوري الفلسطيني
| م  | الفريق          | لعب | ف | ت | خ  | أ.له | أ.ع | أ.ف | نقاط | التأهل أو الهبوط                     |
| -- | --------------- | --- | - | - | -- | ---- | --- | --- | ---- | ------------------------------------ |
| 7  | اتحاد بيت حانون | 22  | 6 | 8 | 8  | 30   | 31  | −1  | 26   |                                      |
| 8  | خدمات الشاطئ    | 22  | 7 | 5 | 10 | 32   | 35  | −3  | 26   |                                      |
| 9  | شباب خانيونس    | 22  | 6 | 7 | 9  | 22   | 27  | −5  | 25   |                                      |
| 10 | هلال غزة        | 22  | 6 | 6 | 10 | 26   | 34  | −8  | 24   |                                      |
| 11 | الجلاء          | 22  | 5 | 6 | 11 | 25   | 37  | −12 | 21   | يهبط إلى دوري قطاع غزة الدرجة الأولى |

#### المباريات
| 28 نوفمبر 2020 الإسبوع الأول | التفاح        | 1–1     | شباب خانيونس    | شمال القطاع    |
|                              | صادق لولو 70' | (تقرير) | خالد القوقا 49' | الملعب: فلسطين |

| 4 ديسمبر 2020 الإسبوع الثاني | شباب خانيونس                  | 2–0     | الصداقة | خان يونس                |
|                              | خليل مطر 46' · محمد بركات 58' | (تقرير) |         | الملعب: خان يونس البلدي |

| 31 يناير 2021 الإسبوع الثالث | شباب خانيونس | 1–2 | شباب رفح | خان يونس                |
| 14:30                        |              |     |          | الملعب: خان يونس البلدي |
| ملاحظة: مؤجلة من 12-12-2020. |              |     |          |                         |

| 7 فبراير 2021 الإسبوع الرابع | بيت حانون | 3–1     | شباب خانيونس | بيت حانون              |
| 14:30                        |           | (تقرير) |              | الملعب: ملعب بيت حانون |